# 3367 Alex
3367 Alex este un asteroid din centura principală, descoperit pe 15 februarie 1983, de Norman Thomas.